# Barranc de Puimanyons
El barranc de Puimanyons (pronúncia pallaresa de Puigmanyons), també anomenat sovint barranc de Pumanyons, és un barranc dels termes de Conca de Dalt (antic municipi de Toralla i Serradell) i de la Pobla de Segur, al Pallars Jussà.
Es forma dins de l'antic terme de Toralla i Serradell, al nord-est del poble de Torallola, al nord-est del Serrat de Gavarnes, a 840,5 m. alt. Davalla cap al sud-est seguint de forma paral·lela el serrat esmentat. Cap a la meitat del seu recorregut fa el tomb pel nord a la Roca del Carant, al nord de Torallola, on rep per la dreta el barranc de la Roca del Carant, lloc on s'inclina més decididament cap a llevant. Fent nombrosos retombs a causa de l'orografia del lloc, s'adreça cap al poble de Puimanyons, pels costats oest i sud del qual discorre, en una vall bastant profunda on deixa a ponent l'Obac de Pumanyons. Al cap de poc arriba a lo Ribot, extrem sud-occidental del polígon industrial de la Pobla de Segur, de manera que passa entre el polígon i el cementiri municipal, que queda al sud. Al cap de poc s'aboca en la Noguera Pallaresa a la cua del pantà de Sant Antoni.